# Rapid Creek (Dakota du Sud)

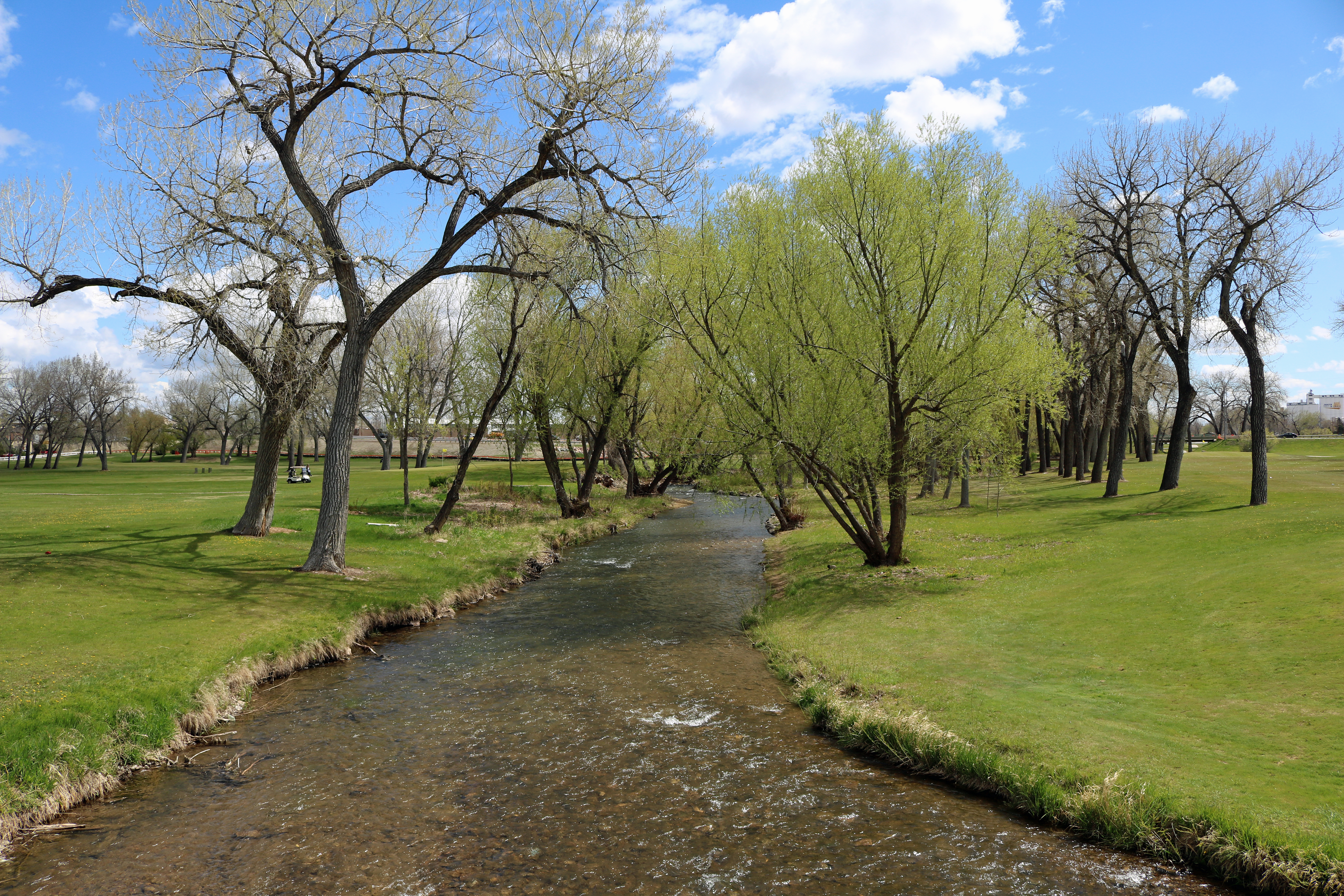
Rapid Creek

Rapid Creek est une rivière du Dakota du Sud.
C'est un affluent de la rivière Cheyenne.
Son nom lui a été donné par les indiens Sioux, à cause des chutes d'eau et du débit rapide de la rivière.
La ville de Rapid City doit son nom à cette rivière.

## Inondations de 1972
Rapid Creek est connue pour les dégâts causés en 1972, lorsque 238 personnes ont trouvé la mort à Rapid City et dans les Black Hills.